# Мертуть
Ме́ртуть (фин. Merituittu) — упразднённая деревня на территории Всеволожского района Ленинградской области, одноимённое садоводство в муниципальном образовании Сертолово.

## История
Люди в этих местах селились давно, на склонах горы Мертуть археологами были обнаружены несколько стоянок первобытного человека.
Селение Merdutah упоминается ещё на шведской карте Ингерманландии 1704 года.
Оно же, под названием Мардута, обозначено на карте Адриана Шонбека — «Географический чертеж Ижорской земли» 1705 года.
Как деревня Мертути она упоминается на «Карте окружности Санкт-Петербурга» 1810 года.

МЕРТТУТИ — деревня вотчины Белоостровской, принадлежит Кайдановой, действительной статской советнице, жителей  по ревизии 90 м. п., 99 ж. п.; (1838 год)

В пояснительном тексте к этнографической карте Санкт-Петербургской губернии П. И. Кёппена 1849 года деревня названа  Merituittu (Меритути) и указано количество её жителей на 1848 год: савакотов — 70 м. п., 86 ж. п., всего 156 человек.

МЕРТУТИ — деревня графини Левашовой по Выборгскому почтовому тракту, 23 двора, 100 душ м. п. (1856 год)

В 1860 году деревня Мертути насчитывала 22 двора.

МЕРТУТИ — деревня владельческая, при колодце, 28 дворов, 74 м. п., 81 ж. п.; (1862 год)

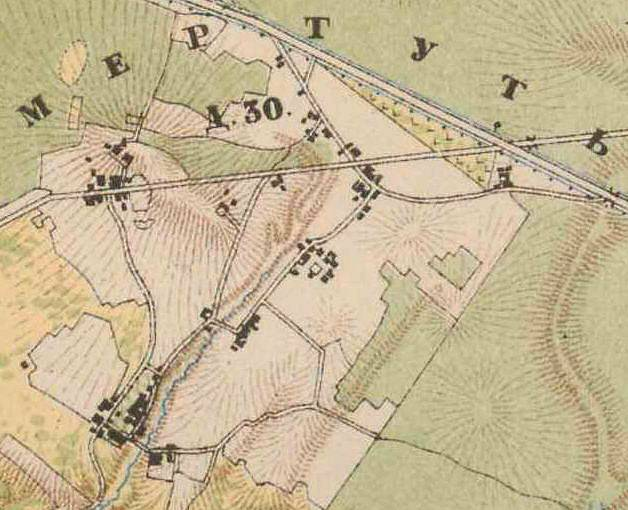
План деревни Мертуть. 1885 год.

В 1885 году деревня насчитывала 30 дворов.

МЕРТУТЬ — деревня Белоостровского сельского общества близ Выборгского шоссе 27 дворов, 76 м. п., 84 ж. п. — всего 160 чел.

МЕРТУТЬ — деревня Белоостровского сельского общества близ Выборгского шоссе 58 дворов, 152 м. п., 166 ж. п. — всего 318 чел. (1896 год)

В конце XIX — начале XX века деревня административно относилась к Белоостровской волости 3-го стана Санкт-Петербургского уезда Санкт-Петербургской губернии.

МЕРТУТИ — деревня Белоостровского сельского общества Белоостровской волости, число домохозяев — 49, наличных душ: 109 м. п., 106 ж. п.; количество надельной земли — 312 дес. (1905 год)

В 1908 году в деревне проживал 351 человек из них детей школьного возраста (от 8 до 11 лет) — 49 человек.
В конце XIX — начале XX века деревня Мертуть была зажиточным ингерманландским селением, располагавшимся на одноимённой горе примерно в 40 км от Санкт-Петербурга, севернее Белоострова (примерно в 3 км от Старого Белоострова).
В 1909 году в деревне было 39 дворов.

МЕРТУТЬ — деревня в Мертутском сельсовете Парголовской волости, 96 хозяйств, 430 душ.

Из них: русских — 6 хозяйств, 30 душ; финнов-ингерманландцев — 85 хозяйств, 382 души; финнов-суоми — 3 хозяйства, 11 душ; поляков — 1 хозяйство, 2 души; латышей — 1 хозяйство, 5 душ. (1926 год)

В том же 1926 году был организован Мертутский финский национальный сельсовет, население которого составляли: финны — 1045, русские — 101, другие нац. меньшинства — 23 человека.
В состав Мертутского сельсовета по данным переписи населения 1926 года входили деревни: Мертуть, Аллосары, Маторово и Медный Завод. Сельсовет находился в составе Парголовской волости Ленинградского уезда.
Первый финский колхоз в Ленинградской области, основали местные комсомольцы весной 1929 года.
Мертуть была местом компактного проживания ингерманландских финнов, но начиная с 1931 года, в этих местах проводилось насильственное выселение местных жителей, в связи со строительством КаУРа. 
По административным данным 1933 года деревня Мертуть относилась к Красноостровскому финскому национальному сельсовету.
В течение мая-июля 1936 года все жители деревни были выселены в восточные районы Ленинградской области. Выселение гражданского населения из приграничной местности осуществлялось в Бабаевский, Боровичский, Вытегорский, Кадуйский, Ковжинский, Мошенской, Мяксинский, Пестовский, Петриневский, Пришекснинский, Устюженский, Хвойнинский, Чагодощенский, Череповецкий и Шольский районы. В настоящее время они входят в состав Вологодской и Новгородской областей.
Национальный сельсовет был ликвидирован весной 1939 года.
В списке населённых пунктов по переписи населения 1939 года деревня Мертуть уже не значилась, тем не менее согласно карте 1940 года деревня насчитывала 27 дворов.

Деревня Мертуть на карте 1940 года

До 1 января 1944 года деревня Мертуть находилась в составе Александровского сельсовета Парголовского района Ленинградской области.
В годы Великой Отечественной войны в районе Мертути шли ожесточённые бои. Сохранились многочисленные сооружения Мертутского БРО (батальонный район обороны) Карельского укрепрайона. В июне 1944 года здесь шло мощное наступление 30-го гвардейского корпуса генерала Н. П. Симоняка. На 40-м километре Восточно-Выборгского шоссе на братской могиле советских воинов установлен обелиск.
30 октября 1950 года деревня была упразднена на основании постановления Секретариата Президиума Верховного Совета РСФСР. В справочнике по административно-территориальному делению Ленинградской области дано пояснение: «после войны не восстановлена».
Сейчас — урочище Мертуть, а также большой одноимённый садоводческий массив в МО Сертолово.